# 大五趾跳鼠
大五趾跳鼠（学名：Allactaga major）为跳鼠科五趾跳鼠属的动物。分布于中亚卡扎克斯坦， 俄国， 土库曼，乌兹别克斯坦和中国大陆，新疆（塔城）等地，主要生活在沙漠地区。该物种的模式产地在前苏联中亚地区。

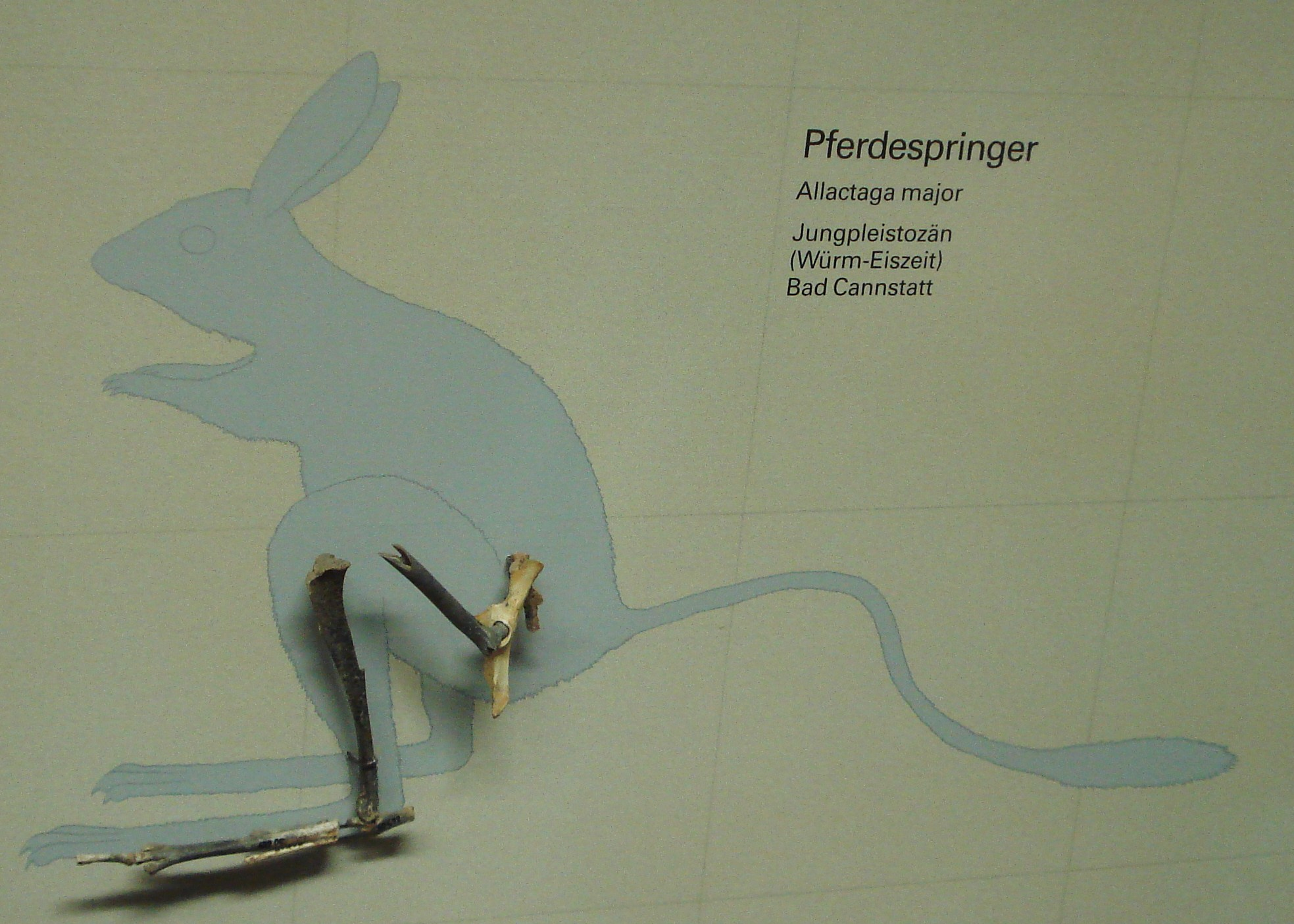
化石